# Ivano Balić
Ivano Balić (født 1. april 1979 i Split) er en tidligere kroatisk håndboldspiller, der stoppede sin aktive karriere i 2015.
Han regnes som værende blandt verdens bedste håndboldspillere nogensinde. I 2003 og 2006 blev Ivano Balić kåret til verdens bedste håndboldspiller.

## Karriere

### Klubhold
Han startede med at spille håndbold som 6-årig i en klub ved navn R.K. Split. Da Balić blev ynglingespiller, var han ikke engang på 2. holdet i sin klub, men 3. holdet. Der var ikke mange der troede på Balic dengang, men nu er han en af verdens bedste håndboldspillere. Senere skiftede han til R.K. Metković. I R.K. Metković opdagede mange hans talent. Det gjorde Portland San Antonio også, som han spillede for inden han skiftede til RK Zagreb.

### Landshold
Ivano Balić spillede 198 kampe og scorede 535 mål for det kroatiske landshold. I 2003 var han med til at vinde VM-guld, og ved OL 2004 i Athen var han med til at blive olympisk mester. I 2005 og 2009 blev det til VM-sølv, mens det både i 2008 og 2010 blev til EM-sølv. Han var desuden med til OL 2008 i Beijing, hvor Kroatien blev nummer fire, og 2012 i London, hvor det blev til kroatisk bronze. Balić var Kroatiens flagbærer ved åbningsceremonien ved OL 2008.
Han er blevet kåret til den mest værdifulde spiller ved både OL, EM og VM i håndbold. Han blev valgt seks gange i træk til den mest værdifulde spiller ved fem stor håndboldturneringer: EM 2004, OL 2004, VM 2005, EM 2006 og VM 2007. Ved EM 2008 blev han kåret til turneringens bedste playmaker. 
I 2010 blev Ivano Balić kåret af den Internationale Håndbold Forbund IHF som den bedste håndboldspiller gennem tiderne med 48,7% af stemmerne foran Nikola Karabatic med 33,7% og Talant Dushebajew med 16,5%.

## Privat
Ivano Balić har sammen med ekskonen, Ivana, sønnen Dino på 9 år. Ivano Balić blev i 2006 skilt fra sin nuværende ekskone, Ivana Balić, efter 7 års ægteskab.   